# Hurlevent (film)
Pour plus de détails, voir Fiche technique et Distribution.
Hurlevent est un film français réalisé par Jacques Rivette sorti en 1985.
Le film est inspiré par les premiers chapitres du roman Les Hauts de Hurlevent d'Emily Brontë.

## Synopsis
Dans le sud de la France du début des années 1930 ; Roch, un adolescent orphelin recueilli dans son enfance par un fermier, est très épris de Catherine, la fille de son bienfaiteur. Mais depuis la mort de celui-ci, Roch est traité avec une grande dureté par Guillaume, le frère aîné de Catherine. Le statut d'orphelin de Roch lui vaut de plus le mépris des gens du coin. Bien que Catherine réponde à l'amour de Roch, elle consent à épouser Olivier, fils d’une riche famille. Roch quitte la région mais revient trois ans plus tard, animé par un sombre désir de vengeance.

## Fiche technique
- Titre : Hurlevent
- Réalisation : Jacques Rivette, assisté de Pascal Deux et Suzanne Schiffman
- Scénario : Pascal Bonitzer, Suzanne Schiffman et Jacques Rivette d'après Emily Brontë
- Photographie : Renato Berta assisté de Jean-Paul Torraille
- Montage : Nicole Lubtchansky assistée de Cris Tullio Altan
- Musique : Pilentze Pee, Angelika Trati Na, Polegnala E. Pschenitza
- Société de production : La Cecilia, Renn Productions
- Société de distribution : AMLF, Pathé Distribution
- Pays de production :  France
- Format : Couleurs - 1,66:1 - Mono - 35 mm
- Genre : Film dramatique
- Durée : 130 minutes (2 h 10)
- Date de sortie :
  - France : 9 octobre 1985

## Distribution
- Fabienne Babe : Catherine
- Lucas Belvaux : Roch
- Sandra Montaigu : Hélène
- Alice de Poncheville : Isabelle
- Olivier Cruveiller : Guillaume
- Philippe Morier-Genoud : Joseph
- Olivier Torres : Olivier
- Marie Jaoul : Madame Lindon
- Louis de Menthon : Monsieur Lindon
- Jacques Deleuze : le médecin
- Joseph Schilinger : le chasse-garde

## Autour du film
- C’est après avoir visité une exposition du peintre Balthus dans laquelle étaient présentées ses illustrations du livre Les Hauts de Hurlevent que Rivette a l’idée de proposer une nouvelle version cinématographique de l’œuvre d’Emily Brontë. Le tournage est assez difficile en raison d'un budget limité. À sa sortie le film ne connait pratiquement aucun succès.
- Outre le fait d'avoir relocalisé l'action dans le sud de la France, ce qui distingue le film de Rivette est son utilisation de comédiens adolescents pour interpréter les principaux personnages.